# Hirvasselkä (kulle i Tunturi-Lappi)
Hirvasselkä är en kulle i Finland.   Den ligger i den ekonomiska regionen  Fjäll-Lappland  och landskapet Lappland, i den norra delen av landet, 800 km norr om huvudstaden Helsingfors. Toppen på Hirvasselkä är 230 meter över havet.
Terrängen runt Hirvasselkä är platt.  Trakten runt Hirvasselkä är nära nog obefolkad, med mindre än två invånare per kvadratkilometer.